# 棘腹蛙
棘腹蛙（学名：Rana boulengeri）为蛙科蛙属的两栖动物，是中国的特有物种。

## 特征
体长可达11厘米多。鼓膜不明显，背面为浅酱色或土棕色；两眼间常有一黑横纹；皮肤粗糙；雄娃背面具有成行的长疣，有小圆疣或小痣粒，其上有小黑刺，胸腹部满布肉质疣，疣中央有一黑色角质刺；有单个咽下内声囊；雌蛙腹面皮肤光滑；趾间蹼发达。

## 分布
分布于山西、湖北、湖南、江西、广西、四川、贵州、云南、陕西、甘肃等地，主要生活于多石块的山溪以及水塘内。其生存的海拔范围为700至1900米。该物种的模式产地在宜昌。